# Горбата черепаха овашитська
Горбата черепаха овашитська (Graptemys ouachitensis) — вид черепах з роду Горбата черепаха родини Прісноводні черепахи. Має 2 підвиди.

## Опис
Загальна довжина карапаксу досягає 24 см. Спостерігається статевий диморфізм: самиці більші за самців. Панцир досить товстий та масивний. Має на спині невеликий гребінь. Задня частина карапаксу зубчата.
Підвиди розрізняються за забарвленням. Graptemys ouachitensis ouachitensis має квадратну заочноямкову пляму. Одна або дві шийних смуги доходять до ока. Присутні також 2—3 великі світлі плями на кожній стороні морди — за оком і на нижній щелепі. У Graptemys ouachitensis sabinensis за оком є овальна або кругла пляма. На шиї помітно 5—9 смуг, що сягають очей. Під підборіддям присутні поперечні смуги.

## Спосіб життя
Полюбляє швидкі річки з глинястим та піщаним дном. Харчується рибою, ракоподібними, молюсками. комахами, іноді рослинною їжею.
Самиця відкладає від 5 до 16 яєць у вологий пісок на березі. За температури 27-28 °C інкубаційний термін триває 55—75 днів.

## Розповсюдження
Мешкає у р. Міссісіпі та її притоках від Міннесоти і Західній Вірджинії та р. овашито від верховий до узбережжя Мексиканської затоки в Луїзіані та суміжних районів східного Техаса (США).

## Підвиди
- Graptemys ouachitensis ouachitensis
- Graptemys ouachitensis sabinensis